# 讷布朗阿贝尔日芒
讷布朗阿贝尔日芒（法語：Neublans-Abergement）是法国汝拉省的一个市镇，位于该省西部偏北，属于多勒区（Dole）。该市镇总面积11.64平方公里，2009年时的人口为510人。

## 人口
讷布朗阿贝尔日芒人口变化图示